# Reisigkrankheit
Die Reisigkrankheit (früher auch Kurzknotigkeit genannt) ist die bedeutendste Viruskrankheit der Weinrebe weltweit. Die Symptome der Krankheit können von verschiedenen Nepoviren und Verwandten verursacht werden. Daher spricht man auch häufig vom Komplex der Reisigkrankheit. Der Krankheitsverlauf ist schleichend. Erst nach einigen Jahren nach der Infektion zeigen sich erste Symptome. Im europäischen Weinbau ist sie seit mindestens 1882 belegt, existiert jedoch wahrscheinlich seit Anbeginn des Weinbaus. Als Krankheitsüberträger dienen Fadenwürmer.

## Erreger

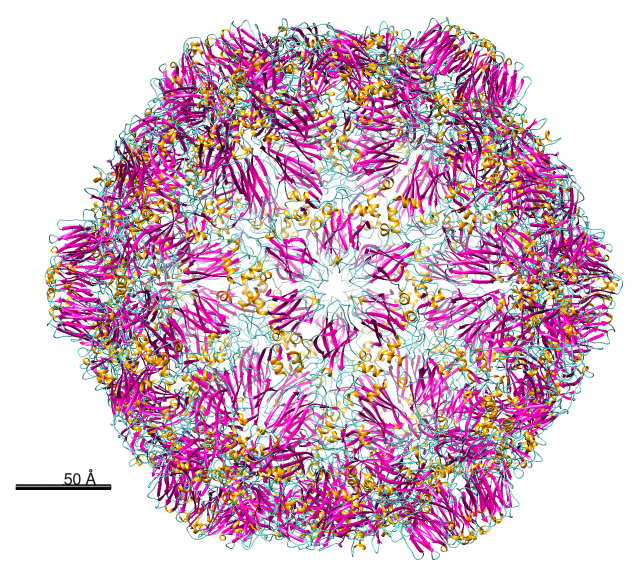
Kristallstruktur von Virionen des Reisig-Virus (GFLV). Balkenlänge 5 nm

Der Komplex der Reisigkrankheit wird durch eine Vielzahl von Viren verursacht. Die Viruspartikel (Virionen) aller beteiligten Viren haben ideal ikosaedrische (polyederförmige und isometrische) Symmetrie und einen Durchmesser von ca. 30 nm.
- Erreger der Gattung Nepovirus (Unterfamilie Comovirinae in Familie Secoviridae der Ordnung Picornavirales):[4]
  - das Reisig-Virus (englisch: grapevine fanleaf virus; GFLV)[5]
  - das Arabismosaik-Virus (englisch arabis mosaic virus; AMV oder ArMV)[6]
  - das Himbeerringflecken-Virus (englisch: raspberry ringspot virus; RRSV oder RpRSV)
  - das Tomaten-Schwarzringflecken-Virus (englisch: tomato black ring virus; TBRV)
- Erreger der Gattung Stralarivirus (Unterfamilie unbestimmt, gleiche Familie und Ordnung):[7]
  - das Erdbeerringflecken-Virus (englisch: strawberry latent ringspot virus; SLRV oder SLRSV)

## Symptome
Zu den Symptomen zählen eine teilweise oder vollständige Gelbverfärbung der Blattspreite, verschiedene Blattverformungen, einen verkürzten Abstand zwischen den Knospen (daher der ehemals gültige Name Kurzknotigkeit), verzögerter Austrieb im Frühjahr, Schwachwüchsigkeit der Rebe, Verbänderungen und abnormale Verzweigungen des Rebholzes, Kleinbeerigkeit und verstärkte Verrieselung.

## Übertragung der Reisigkrankheit
Die Übertragung erfolgt entweder über Nematoden im Boden oder durch Veredlung auf bereits infizierten Unterlagsreben.

## Bekämpfung der Reisigkrankheit
Ist eine Rebfläche verseucht, müssen die befallenen Rebstöcke gerodet werden. Die Nematoden können sich noch 4 bis 5 Jahre nach der Entfernung der Rebstöcke im Boden befinden.

## Geschichte der Forschung zur Reisigkrankheit
Emerich Ráthay, Instituts-Vorstand der Weinbauschule Klosterneuburg, veröffentlichte im Jahr 1883 seinen Bericht Über die in Niederösterreich als Gabler oder Zweiwipfler bekannten Reben, in dem erstmals ein Infektionsweg über das Erdreich beschrieben wurde. Aber erst 1907 äußert Luigi Savastano den Verdacht einer Virose, konnte jedoch weder ein Virus noch den Infektionsweg bestimmen. Der Verdacht einer Virose wurde 1935 durch Georg Scheu bestätigt. Lange Zeit wurde die Reisigkrankheit als Nebenerscheinung eines Befalls durch die Reblaus als Vektor erachtet. Tatsächlich erreichte die Verbreitung der Krankheit in den 1880er Jahren einen ersten Höhepunkt, als im Kampf gegen die Reblaus unbewusst infiziertes Pflanzengut bei der Neuanlage vieler Weinberge verbreitet wurde. Im Jahr 1956 berichtete Professor Albert J. Winkler von der University of California in Davis von den erfolglosen Versuchen von W.B. Hewitt, die Reisigkrankheit mittels Reblaus zu verbreiten. Stattdessen fand er im Boden verseuchter Reben immer wieder bestimmte Fadenwürmer.